# Megastylus flavopictus
Megastylus flavopictus är en stekelart som först beskrevs av Johann Ludwig Christian Gravenhorst 1829.  Megastylus flavopictus ingår i släktet Megastylus och familjen brokparasitsteklar. Arten är reproducerande i Sverige. Inga underarter finns listade i Catalogue of Life.